# Ehud Jatom
Ehud Jatom (hebrejsky אהוד יתום‎; * 26. září 1948) je izraelský pracovník tajných služeb, politik a bývalý poslanec Knesetu za stranu Likud.

## Biografie
Narodil se 26. září 1948. Působil v tajné službě Šin Bet, kde dosáhl hodnosti, jež je v hodnostní struktuře izraelské armády rovna generálmajorovi (Aluf).

## Politická dráha
V izraelském parlamentu zasedl po volbách do Knesetu v roce 2003, ve kterých kandidoval za stranu Likud. Byl členem podvýboru pro vyšetření zpravodajských služeb kvůli válce v Iráku, výboru pro zahraniční záležitosti a obranu, výboru práce, sociálních věcí a zdravotnictví a výboru pro vnitřní záležitosti a životní prostředí.
Ve volbách do Knesetu v roce 2006 mandát neobhájil.